# The Platinum Collection (Severina Vučković)
The Platinum Collection è la più ampia raccolta dei più grandi successi di Severina Vučković dal 1992 al 2006. È la quarta raccolta dei successi della cantante.
Pubblicata nel dicembre del 2006 dalla casa discografica Croatia Records, The Platinum Collection fa parte di una serie di dieci raccolte dei più grandi successi dei più rinomati cantanti e gruppi croati che per la Croatia Records hanno venduto il maggior numero di dischi. Severina è l'unica interprete femminile di cui viene pubblicata la raccolta The Platinum Collection. Successivamente la Croatia Records pubblica altre edizioni della serie The Platinum Collection, ma non basandosi più sulla vendita di dischi da parte di singoli cantanti o gruppi.
La raccolta contiene il tormentone dell'anno Moja štikla con la quale Severina partecipa all'Eurosong Song Contest 2006, la canzone Daj mi daj, fino ad ora mai pubblicata nella versione originale su un disco di Severina, e l'unico duetto al femminile Rođena da budem prva cantato con Lana Jurčević.

## Tracce

### CD 1
1. Tvoja prva djevojka
2. Kad si sam
3. Dalmatinka
4. Paloma nera
5. Adio, ljube
6. Čovjek kojeg volim
7. Trava zelena
8. Bože moj
9. Poželi me
10. Vatra i led
11. Moja stvar
12. Od rođendana do rođendana
13. Djevojka sa sela
14. Prijateljice
15. Sija sunce, trava miriše
16. Ante
17. Dodirni mi koljena
18. Nedostaješ mi
19. Daj, da biram

### CD 2
1. Ja samo pjevam
2. Daj mi daj
3. Ajde, ajde zlato moje
4. Da si moj
5. Krivi spoj
6. Mala je dala
7. Virujen u te
8. Mili moj
9. Srce je moje veliko ko kuća
10. Pogled ispod obrva
11. Hrvatica
12. Sama na sceni (minijatura)
13. Moja štikla
14. Maria Christina (duetto con Matteo Cetinski)
15. Ti si srce moje (duetto con Dražen Žerić Žera)
16. Rastajem se od života (duetto con Željko Bebek)
17. Kreni (duetto con Amir Kazić Leo)
18. 'Ko je kriv (duetto con Boris Novković)
19. Rođena da budem prva (duetto con Lana Jurčević)